# Arctocephalus townsendi
Arctocephalus townsendi — вид тварин родини Отарієвих. Країни проживання: Мексика, Сполучені Штати.

## Опис
Статевий диморфізм значний, самці приблизно в 1,5 — 2 рази довші й приблизно в 3 — 4 рази важчі, ніж дорослі самиці. Дорослі самці A. pusillus можуть сягати 2 м у довжину і 279 кг вагою. Дорослі самки середньому 1,2 м і складе близько 1,4 м і важать 40 — 50 кг. Цуценята, за оцінками, 50 — 60 см в довжину, важать близько 6 кг при народженні та відіймаються від годування молоком, коли їм 9 — 11 місяців. Щенята народжуються з середини червня по серпень. Самці захищають свою територію, однак бійки між ними відбуваються рідко після того як одного разу територія встановилася. Більшість тварин народжують в невеликих печерах, гротах, серед скель і валунів. Цуценята, як правило, віднімають від годування молоком у 9-11 місяців. У морі, вони, здається, головним чином поодинокі. Поживою є риби, кальмари, ракоподібні. Косатка і акула, особливо велика біла акула є безсумнівними хижаками для A. townsendi. 